# Centre-Chapelle des Buis
Pour les articles homonymes, voir Île Saint-Pierre.
Centre-Chapelle des Buis, également connu sous le nom de La Boucle, est le quartier correspondant au centre historique de la ville de Besançon L'appellation La Boucle vient du méandre du Doubs dans lequel s'est développé initialement la ville et dont la forme même est celle d'une boucle. Ce quartier constituait seul la ville de Besançon avec Battant jusque dans la seconde moitié du XIXe siècle, avant l'expansion urbaine dans les secteurs environnants. Le quartier comptait 10 659 habitants en 2018, ce qui en faisait le sixième quartier le plus peuplé de la ville.
Cœur économique de la ville, la Boucle réunit la grande majorité des commerces et des services de la ville, ainsi que la quasi-totalité des administrations. Grâce à son passé florissant, le quartier possède le patrimoine architectural le plus riche et le plus complet de la ville, avec une centaine de bâtiments remarquables, des dizaines de statues ainsi que plusieurs ponts, places et rues. Ce quartier est aussi l'un des plus touristiques de la ville et de la région, notamment grâce à la citadelle de Besançon, un des monuments les plus représentatifs de la ville accueillant annuellement plus de 250 000 visiteurs.

## Géographie

### Situation
Le quartier de la Boucle est situé au cœur de Besançon, quoiqu'un peu plus au sud du centre géographique de la ville. Le quartier est limitrophe à l'ouest du quartier de la Butte, au nord des quartiers de Battant et des Chaprais, à l'est du quartier de Bregille et au sud du secteur de la Chapelle-des-Buis et du quartier de Velotte. La Boucle est également située à proximité de la commune de Beure au sud-ouest, ainsi que des communes de Montfaucon et de Morre au sud-est.

### Site

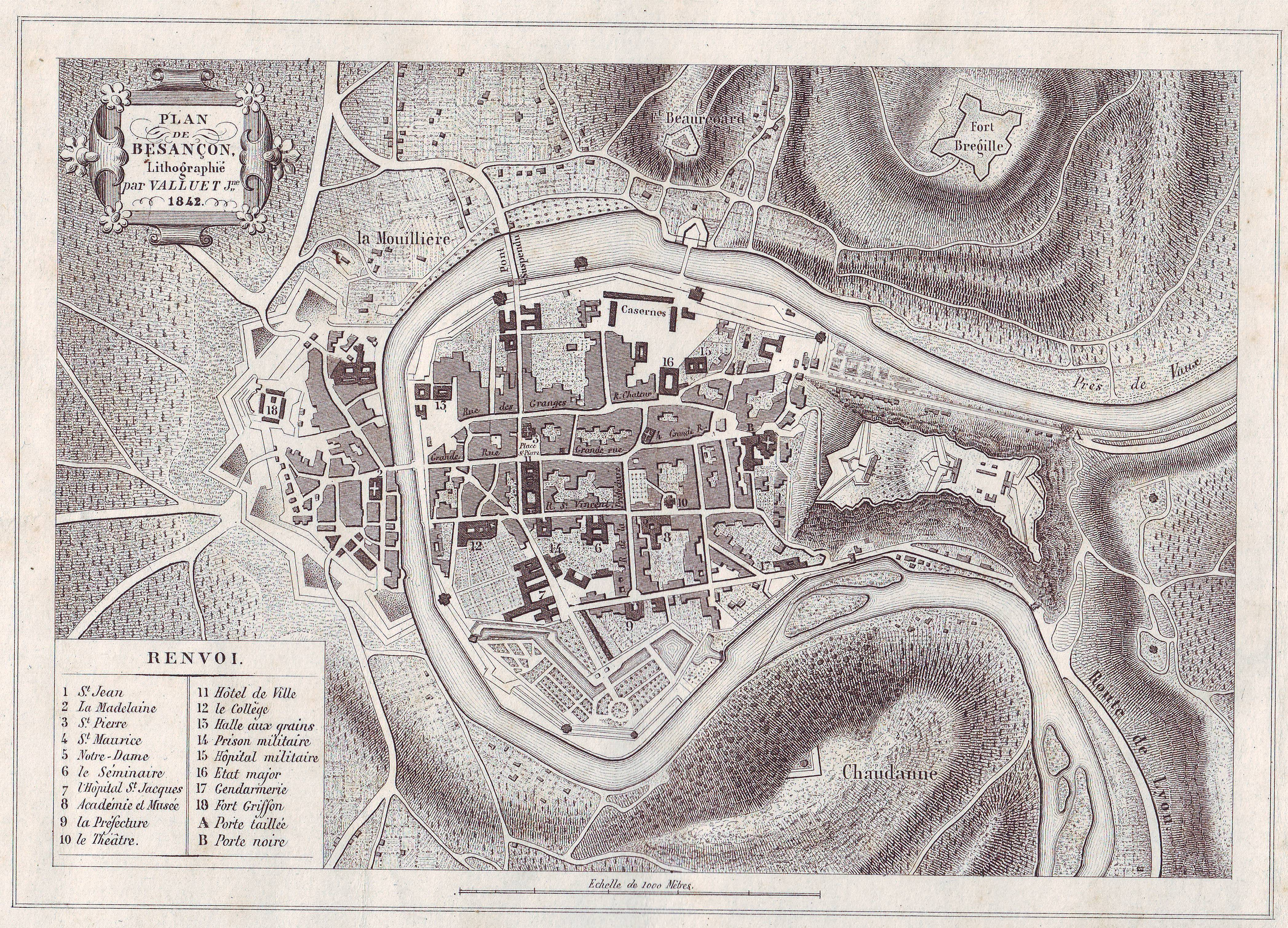
Plan de la Boucle en 1842.

Le nom du quartier vient de l'exceptionnel site où il est situé : la rivière du Doubs contournant la colline Saint-Étienne forme une boucle presque parfaite, faisant ainsi du site de la Boucle une sorte de presqu'île. Dans les Commentaires sur la guerre des Gaules, Jules César décrit ainsi le site de la ville : « sa position naturelle la défendait de manière à en faire un point très avantageux pour soutenir la guerre. La rivière du Doubs décrit un cercle à l'entour et l'environne presque entièrement ; la partie que l'eau ne baigne pas, et qui n'a pas plus de six cents pieds, est protégée par une haute montagne dont la base touche de chaque côté aux rives du Doubs. ».
Le quartier est entouré de trois imposantes collines : la colline de Chaudanne (422 m) au sud-ouest, la colline Saint-Étienne (371 m) au sud et la colline de Bregille (460 m) au sud-est. Le reste du quartier est une zone quasiment plate, idéale aux premières sédentarisations. La Boucle est également proche de la forêt dite de Saint-Étienne (qui enveloppe la colline du même nom) et à proximité de la forêt de Chaudanne qui reste néanmoins séparée par le Doubs.

### Géologie
Le quartier de la Boucle est bâti sur un terrain exclusivement composé d'alluvions modernes déposés par le Doubs. Dans les parties hautes du quartier, situées au pied de la citadelle, on trouve des éléments calcaires Bathoniens de l'anticlinal de la citadelle qui domine le quartier.

### Axes routiers

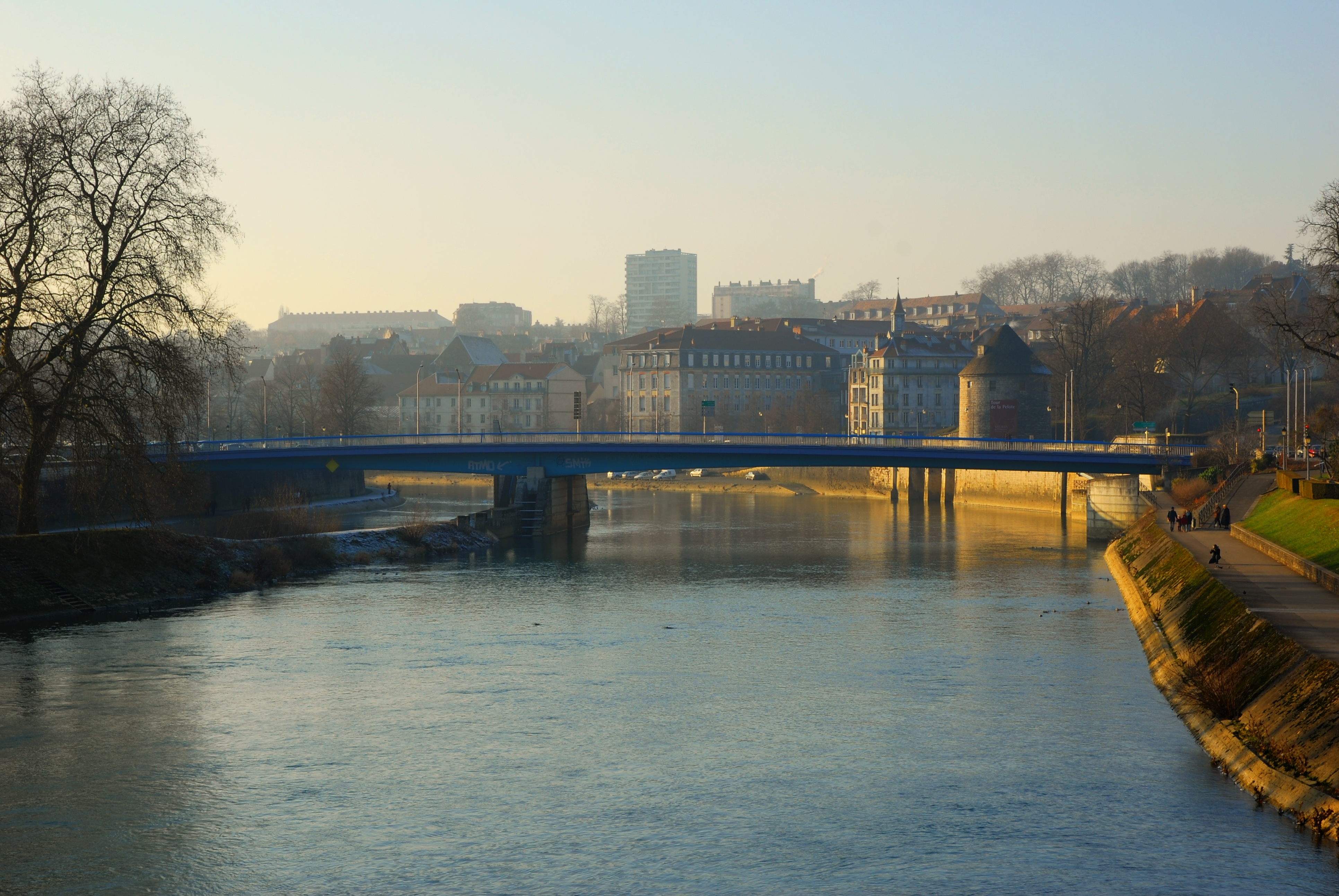
Le pont Robert-Schwint.

Pour accéder au centre-ville, les principales voies sont :
La rue de Dole, reliant le secteur aux quartiers de l'ouest (La Butte, Saint-Ferjeux, Planoise) et par extension devient la Route nationale 73 reliant Besançon à Chalon-sur-Saône, l'avenue de la septième armée américaine reliant la Boucle à Velotte, Planoise et Beure, et par extension devient la route nationale 83 qui relie Lyon à Strasbourg, la route de Morre, reliant le quartier aux communes de Morre, Montfaucon et à l'agglomération et qui par extension, devient la Route nationale 57 reliant Metz à Ballaigues (Suisse), la rue de Vesoul reliant la Boucle à Saint-Claude et à l’Espace Valentin, qui par extension devient la route départementale 484 reliant Besançon à Chalèze, la rue de Belfort, reliant le secteur à Palente et à Chalezeule ainsi qu'à la ZAC des Marnières.
Dans le quartier, la Grande rue et la rue des Granges constituent les artères principales. Une grande partie du secteur est interdite aux véhicules. Le quartier compte également six ponts : le pont Battant, le pont de Bregille, le pont Canot, le pont Charles-de-Gaulle, le pont de la République et le pont Robert-Schwint, ainsi qu'une passerelle : la passerelle de Chardonnet.
La Boucle comporte aussi cinq parkings : le parking Chamars (1 200 places), le parking de la mairie (600 places), le parking Marché Beaux-Arts/Cusenier (1 130 places), le parking du petit Chamars (80 places) et le parking Saint-Paul (260 places).
Il existe aussi trois tunnels qui traversent la colline Saint-Étienne, et permettent de passer d'est en ouest de la colline sans devoir la contourner (entre Rivotte et Tarragnoz) : le tunnel fluvial (percé en 1882), le tunnel ferroviaire (nommé tunnel du « tacot ») et le tunnel routier ouvert fin 2000.

### Découpage
Le centre-ville est découpé en huit secteurs (en estimant que les îles Saint-Paul et Saint-Pierre ne forment qu'à elles deux seulement un secteur). Le quartier s'est peu à peu agrandi, en étant d'abord composé des secteurs historiques (la Boucle en comprenant les îles et Saint-Jean) puis des extensions secondaires (Chamars, la Gare-d'Eau, Rivotte, Tarragnoz) et enfin des extensions tertiaires (la Chapelle-des-Buis).

#### Saint-Jean

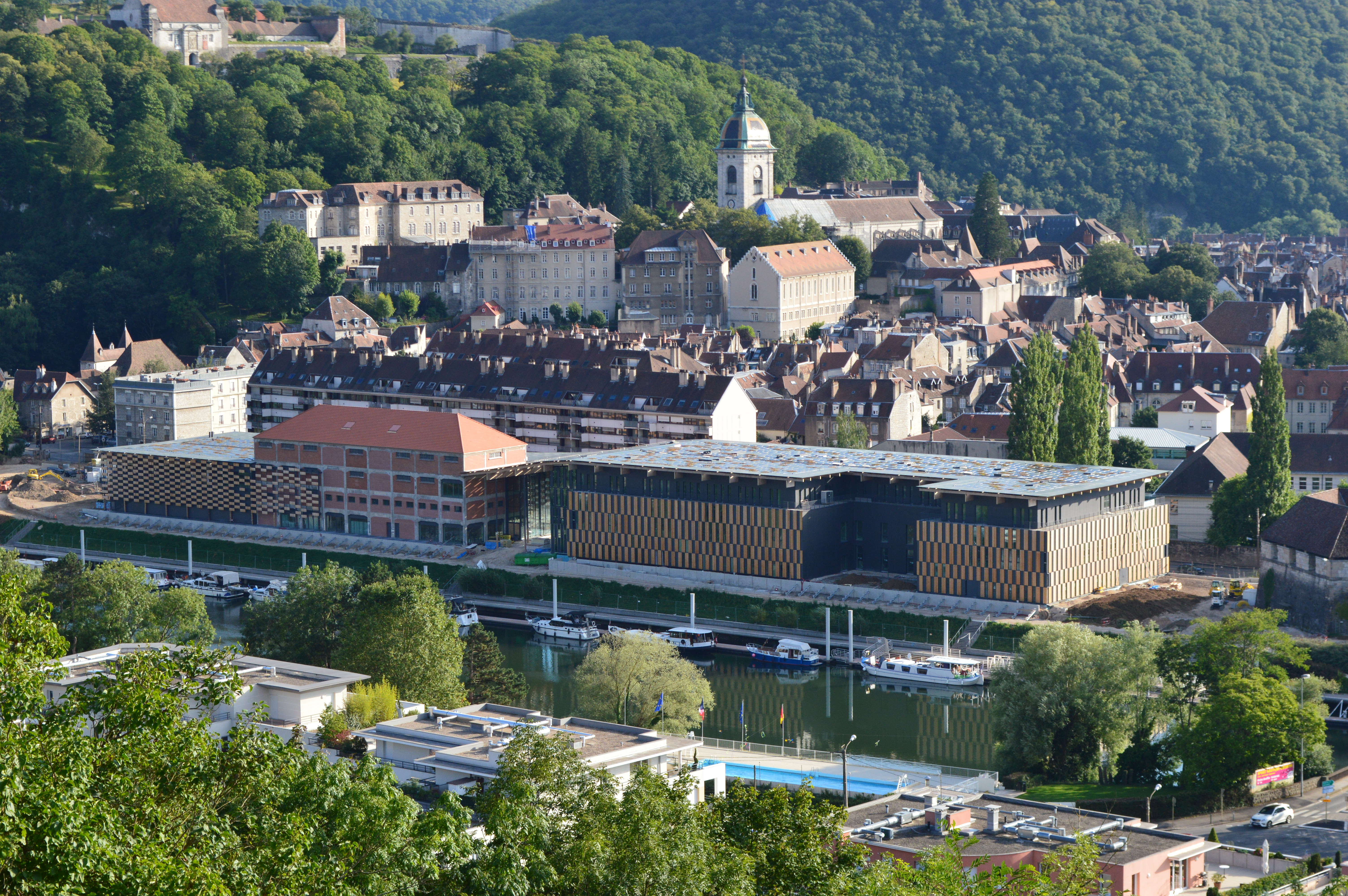
Le secteur de Saint-Jean.

Saint-Jean est un secteur de la Boucle depuis la Gaule romaine. Mais un monument beaucoup plus ancien prouve que le secteur occupait une place importante dès la Rome antique : la Porte noire, datée entre 171 et 175 de notre ère. Outre cette porte presque millénaire, le square Castan qui était peut-être une esplanade surélevée, datée du IIe siècle ou du IIIe siècle de notre ère. La cathédrale Saint-Jean, constituant la seule cathédrale de la ville, l'un des joyaux du patrimoine bisontin, fut construite également dans ce secteur en 814 de notre ère.
Le site de Saint-Jean est situé à l'ouest du quartier de la Boucle, et en partie sur les pentes étagées du mont Saint-Étienne. Il était l'ancien quartier capitulaire, regroupant tous les bâtiments importants (essentiellement religieux).

#### La Chapelle-des-Buis

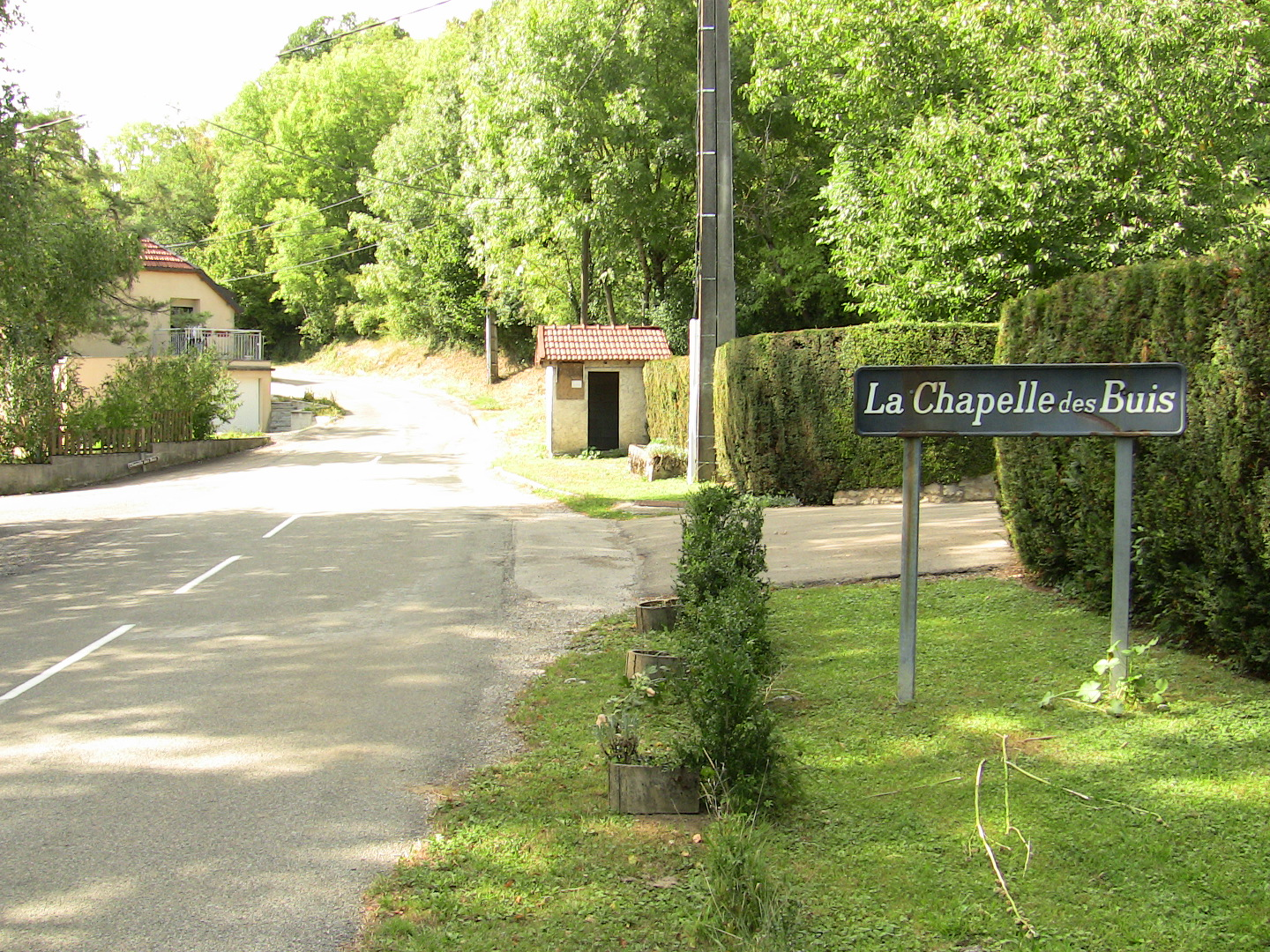
La Chapelle-des-Buis

La Chapelle-des-Buis est officiellement un lieu-dit, mais le site est géré par la ville de Besançon, situé au cœur de la colline Saint-Étienne. Ce quartier est connu pour les monuments qui y trônent à plus de 400 mètres d'altitude, notamment la chapelle Notre-Dame des Buis et Notre-Dame de la Libération, ce dernier étant un fort réhabilité en lieu de culte en mémoire des victimes de la Seconde Guerre mondiale.
Les premières traces de vie sur le site remontent à l'Époque romaine, et la présence permanente au Ve siècle, où saint Léonard aurait vécu dans une grotte non loin du site en tant qu'ermite. La Chapelle-des-Buis reste encore aujourd'hui un secteur reculé et peu habité, en majorité forestier.

#### Rivotte

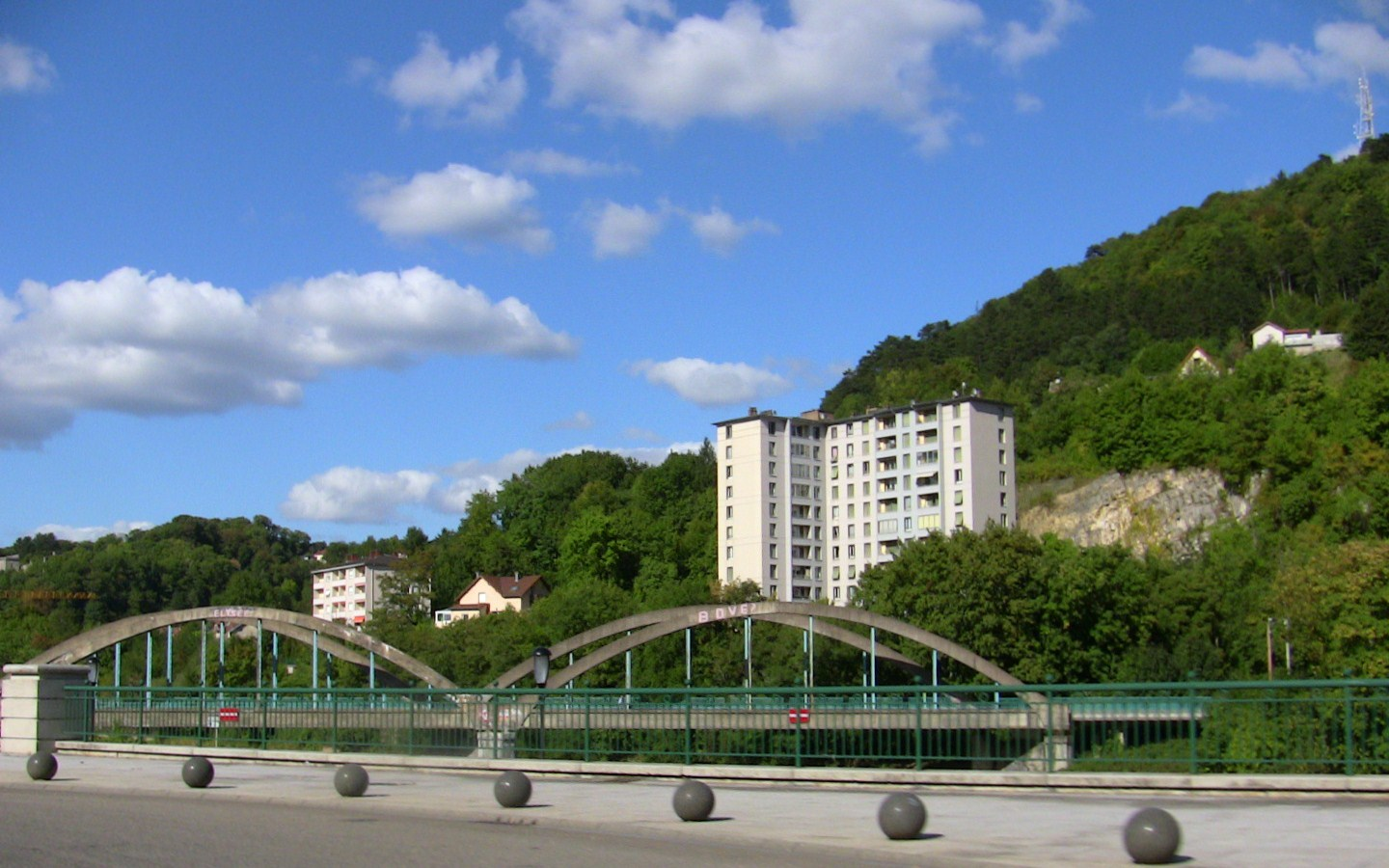
Rivotte

Rivotte est un petit secteur situé à l'ouest de la Boucle, sur une rive du Doubs. Son nom pourrait provenir de la contraction de « rive » et de « haute », sachant qu'une trentaine de mètres seulement séparent la rivière du Doubs aux côtes abruptes du mont Saint-Étienne. Dès l’Époque romaine, le site était occupé, notamment avec la construction de la Porte taillée reliant l'antique site de Vesontio à la Suisse.

#### Tarragnoz

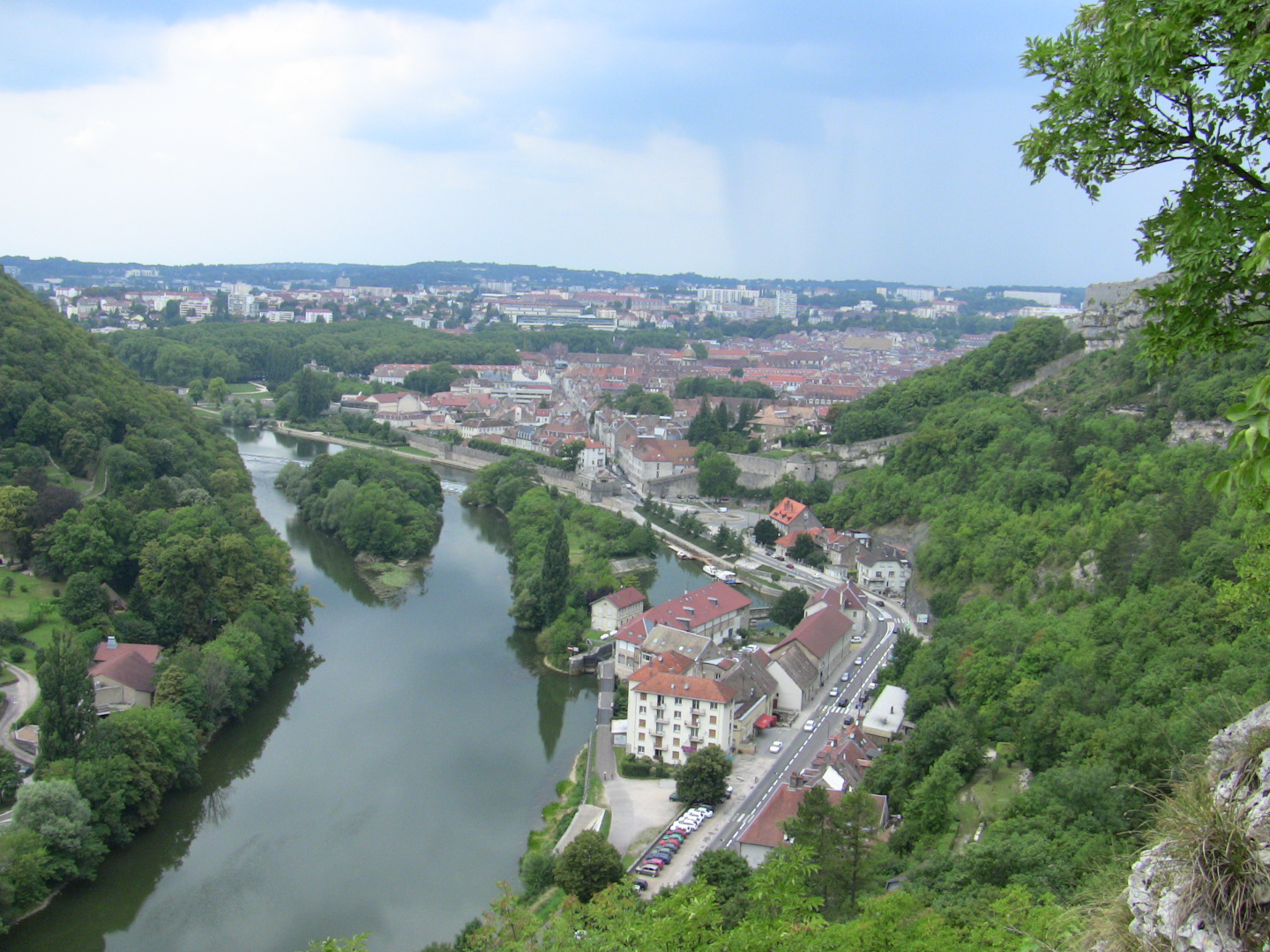
Le secteur de Tarragnoz

Il n'y a pas de dates précises concernant l'urbanisation de ce petit secteur, il semble que Tarragnoz soit une simple expansion du centre-ville, les premières constructions dateraient au moins du XVe siècle. Jadis, la porte de Malpas qui existait au moins depuis le XIIe siècle était située sur l'actuelle Route nationale 83, entre le Tarragnoz et Velotte, mais fut détruite en 1893 pour permettre la création d'une voie plus large reliant les deux secteurs. Il y avait également un moulin, détruit au début du siècle.

#### La Gare-d'Eau

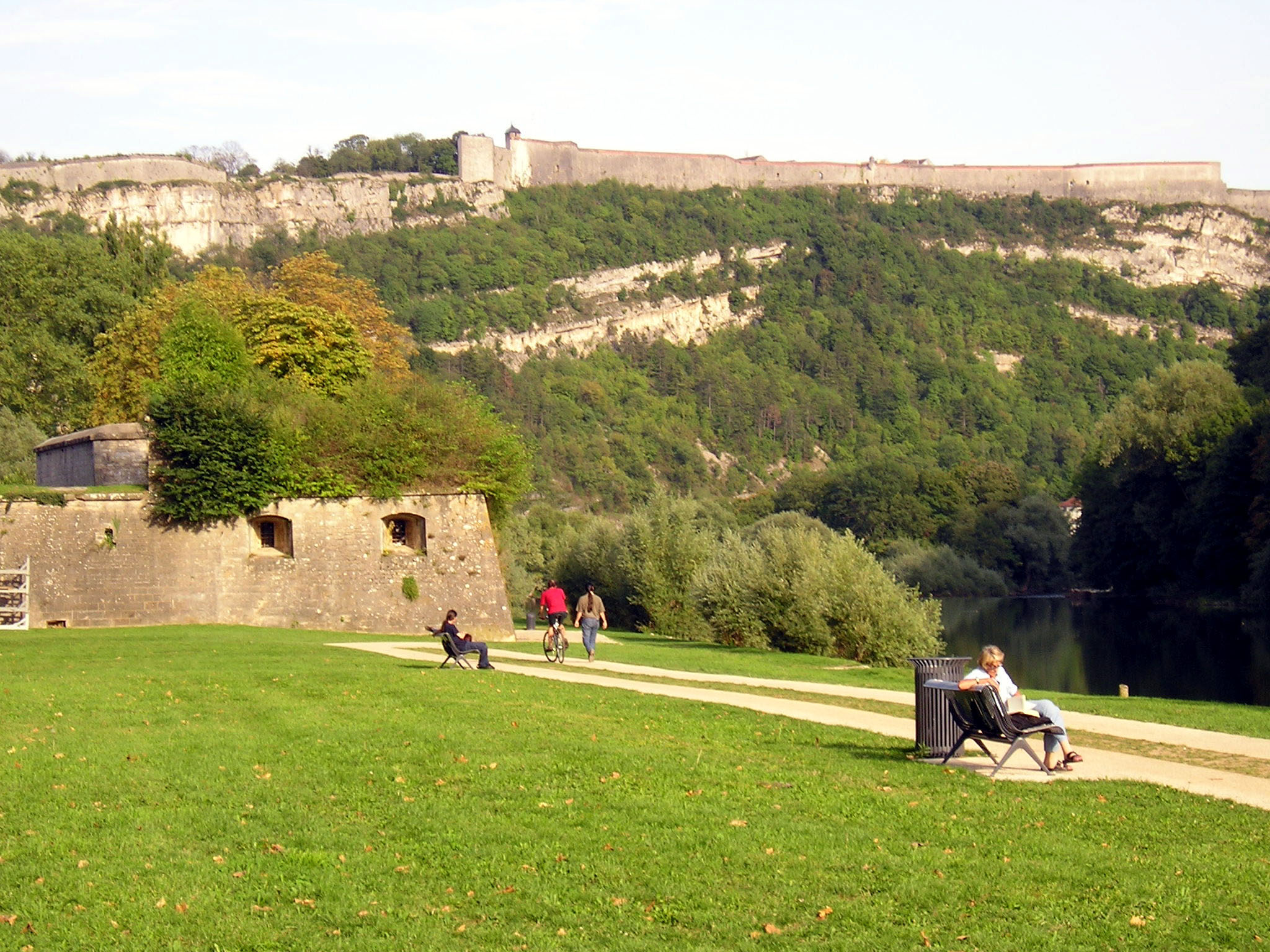
La Gare-d'Eau

Le secteur de la Gare-d'Eau fut établi au XVIIe siècle sur d'anciens marécages asséchés et fut aménagé en promenade à la française. Après le siège de 1674, le secteur se métamorphosa, les fortifications faisant place peu à peu aux fortifications de Vauban. Au XIXe siècle, la ville connaît une période d'expansion commerciale qui fait croître les transports fluviaux jusqu'au début du XXe siècle. On transforme alors le bassin modeste du secteur pour en faire un véritable port. À partir du XXe siècle, jusqu'au début des années 1970, le site est peu à peu laissé à l'abandon.
Au début des années 1970, l’État décida de construire au cœur de la Gare-d'Eau une cité administrative. En 1973, le projet débuta officiellement par le comblement du bassin. Après la contestation des constructions par un grand nombre de Bisontins, le projet est finalement abandonné en 1978. L’État décida tout de même d'y placer quelques bâtiments publics, notamment l'hôtel de police ainsi que la chambre de commerce. La station de France 3 Franche-Comté s'installe à la même époque dans les locaux dits de la Poudrière.
Depuis les années 1980, le site s'offre aux promeneurs et le parc de la Gare-d’Eau est redevenu un véritable espace vert. Depuis 2002, le festival littéraire des Mots Doubs a lieu dans le secteur.

#### Chamars

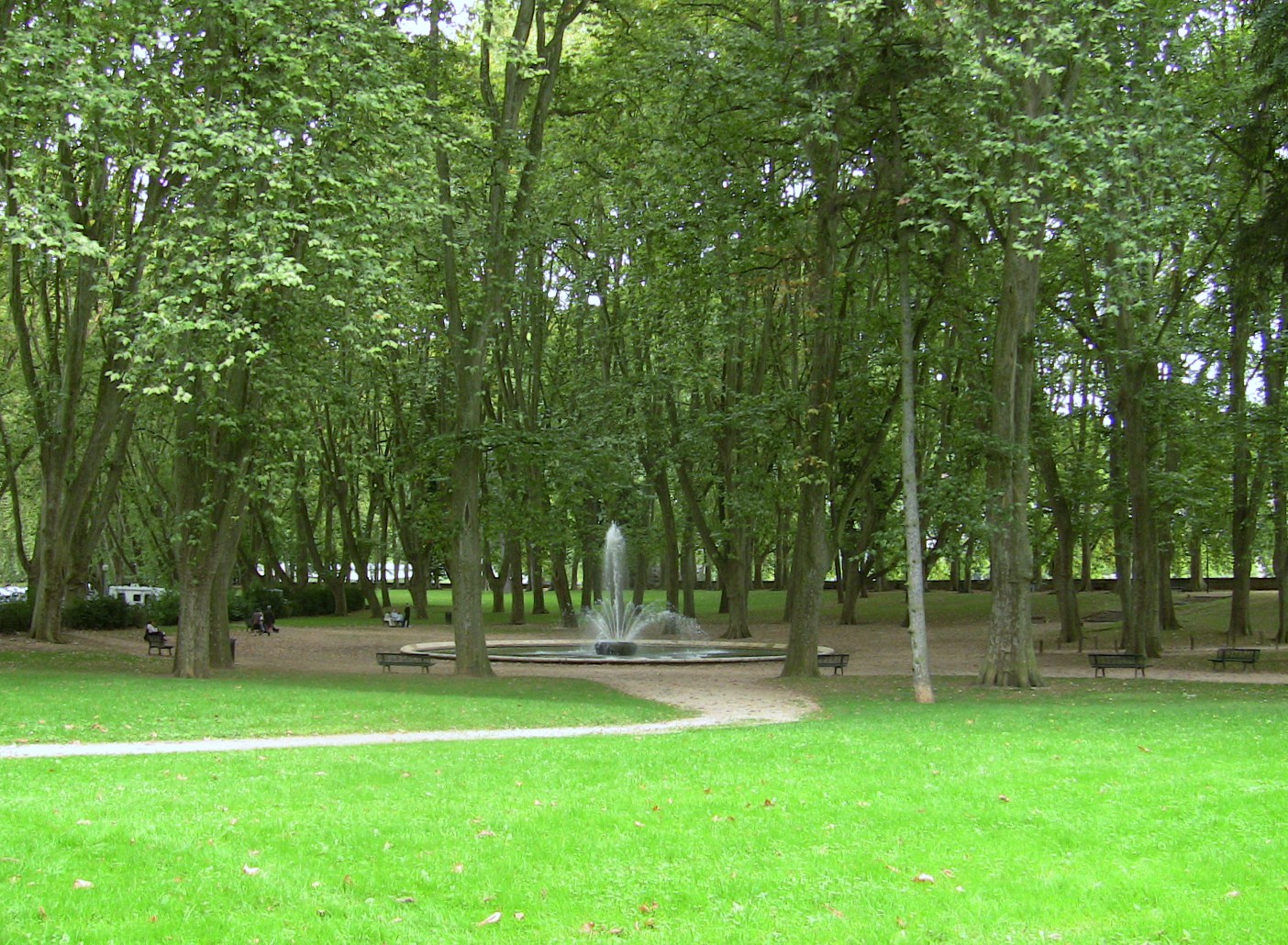
Parc vert de Chamars

Chamars est un secteur situé au sud-ouest de la Boucle, sur une rive du Doubs. Le site est divisé en deux parties : l'une étant un espace vert, l'autre étant le plus grand parking de Besançon, le parking Chamars. Le secteur fut également occupé dès l'Époque romaine et servait principalement jusqu'au XVIIIe siècle de terre agricole. C'est durant ce même siècle que le site se métamorphosa profondément, notamment avec des fortifications implantées par Vauban, et la restructuration du secteur en jardins au milieu du XIXe siècle.

#### Îles Saint-Paul et Saint-Pierre
Île Saint-Paul

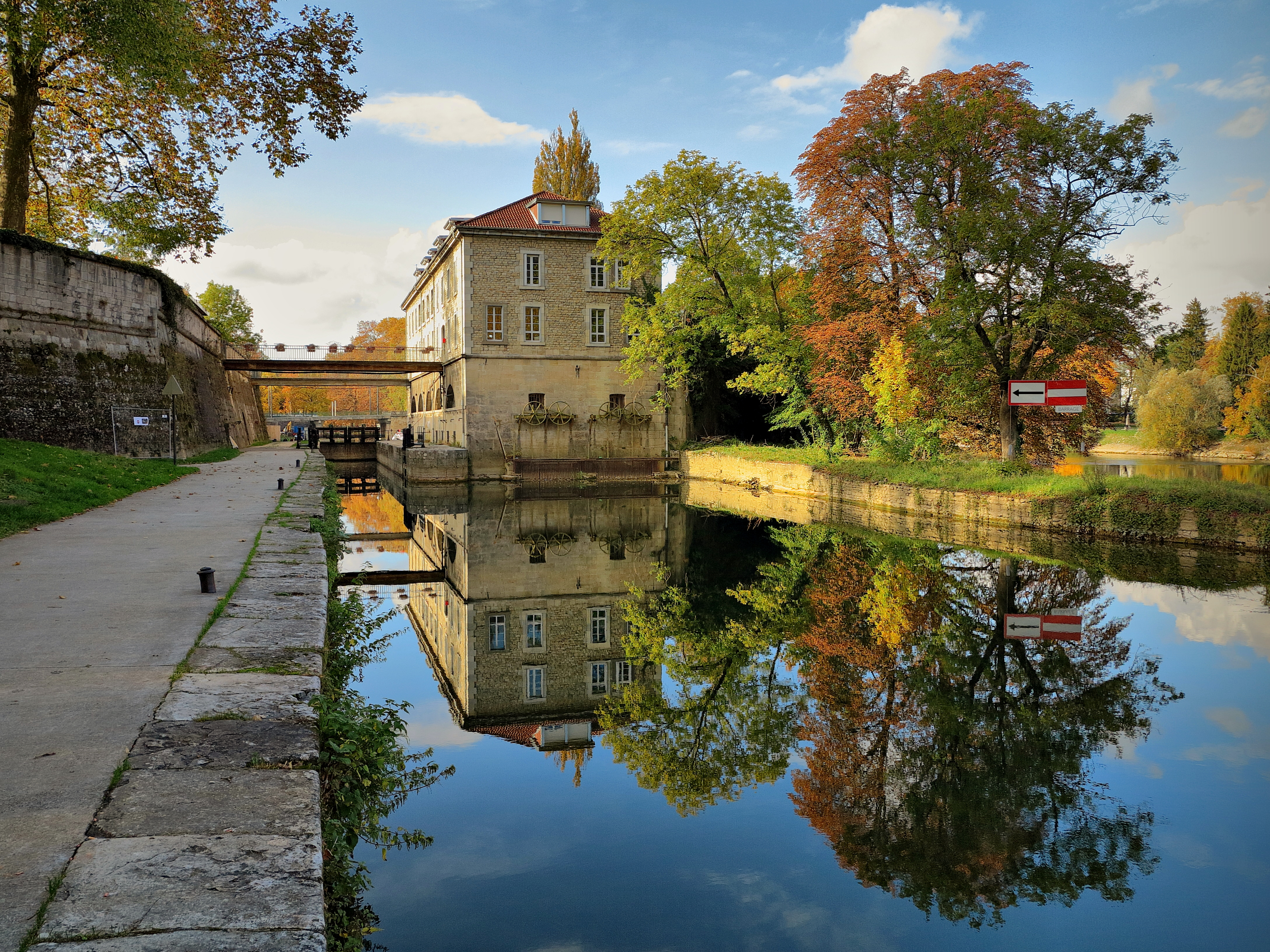
Le moulin Saint-Paul et son écluse.

L'île est située dans le quartier de la Boucle, proche de l'île Saint-Pierre. Elle est un port fluvial, appartenant aux voies navigables de France (VNF). C'est sur cette île qu'est situé le moulin Saint-Paul.
Île Saint-Pierre
L'île est située entre l'avenue d'Helvétie et l'avenue Élisée-Cusenier. Elle accueille entre autres la fontaine bisontine du Minotaure.

## Histoire

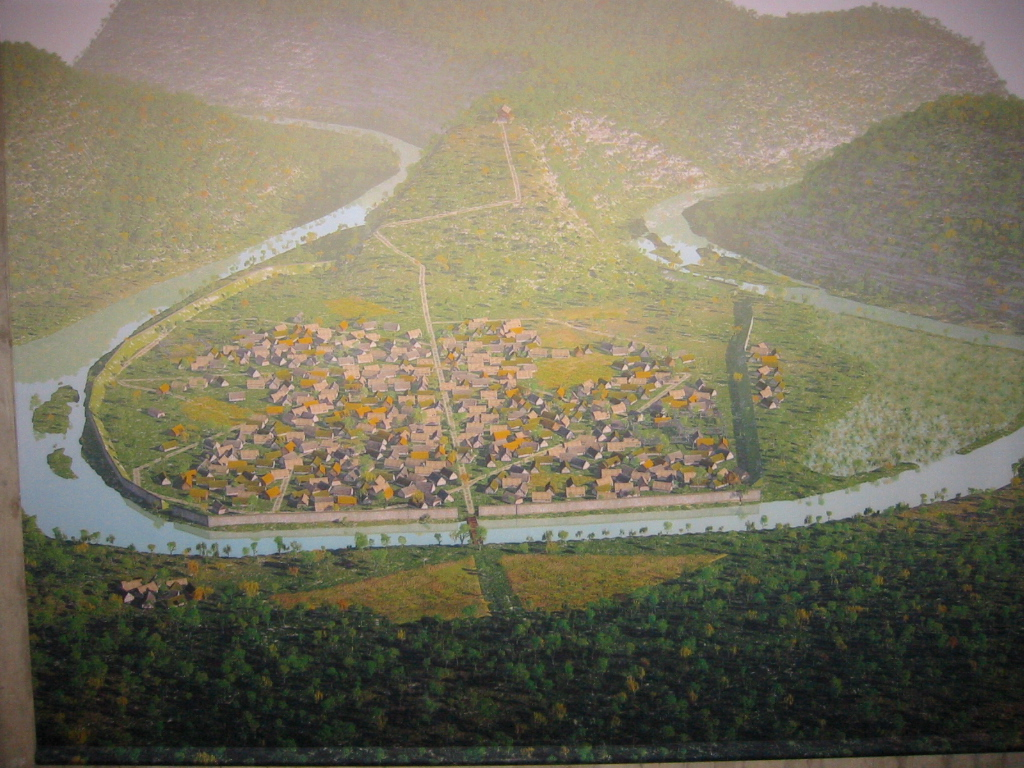
Besançon gauloise

L'histoire de Besançon est intimement liée au quartier de la Boucle. En effet, le secteur constitua jusqu'au XIXe siècle une des seules parties de la ville, avec Battant. Pour faire court, l'histoire de Besançon c'est l'histoire de la Boucle jusque dans les années 1950, avant le rattachement de villages voisins ou la construction de nouveaux quartiers.

### Préhistoire
Le site de la Boucle fut dès la Préhistoire occupé par des chasseurs-cueilleurs, il y a au moins 50 000 ans. Le site fut également habité par des Celtes il y a plus de −5 000 ans avant notre ère. Le lieu, alors appelé Vesontio, est la principale agglomération du territoire occupé par les Séquanes.

### Antiquité et Moyen Âge
En l'an 68 de notre ère, les Romains agrandissent la cité et l'embellissent en y construisant de nombreux édifices de part et d'autre de l'actuelle Grande rue.
En l'an 175 est érigée la porte Noire sous Marc Aurèle pour célébrer la répression des troubles de 172 à 175 de notre ère. Peu après, le square Castan, situé dans le secteur de Saint-Jean est construit. En 1032, Besançon est rattachée au Saint-Empire romain germanique.

## Évolution démographique
| 1999   | 2010   | 2015   | 2018   |
| ------ | ------ | ------ | ------ |
| 10 796 | 11 606 | 10 803 | 10 659 |

| IRIS              | Population (2018) | Variation annuelle 2010-2018 | Population (2010) | Variation annuelle 1999-2010 | Population (1999) |
| ----------------- | ----------------- | ---------------------------- | ----------------- | ---------------------------- | ----------------- |
| Chamars           | 3 047             | - 0,73 %                     | 3 237             | 0,96 %                       | 2 927             |
| République        | 2 813             | - 1,22 %                     | 3 117             | 0,52 %                       | 2 948             |
| Sarrail           | 2 139             | - 0,98 %                     | 2 320             | 0,58 %                       | 2 181             |
| Citadelle         | 2 427             | - 1,06 %                     | 2 652             | 0,61 %                       | 2 486             |
| Chapelle des Buis | 234               | - 2,09 %                     | 281               | 0,97 %                       | 254               |

## Économie
La Boucle est le cœur économique de la ville et un des principaux secteurs commerciaux avec Châteaufarine. Le secteur rassemble la majorité des petites et moyennes surfaces de la ville ainsi que tous les magasins « spécialisés » (armureries, numismatique, majorité des librairies...).
Le quartier ne comporte néanmoins aucun centre commercial, à part la galerie marchande Lafayette et un magasin Monoprix. Pour redynamiser le centre-ville et pour créer un espace commercial répondant à la demande croissante de la population, la municipalité a émis la possibilité de la construction d'un marché couvert comprenant quatre à cinq moyennes et/ou grandes surfaces au sein même de la place Pasteur (Grande rue). Les travaux de réaménagement de la place ont débuté fin 2007, la construction du centre commercial devrait suivre les prochaines années.
Le tourisme bisontin a également lieu essentiellement dans le quartier de la Boucle. Les monuments les plus visités sont situés dans ce quartier, comme la citadelle de Besançon (250 000 visiteurs par an, soit le monument le plus visité de la région), le musée des Beaux-Arts et d'Archéologie de Besançon (environ 60 000 visiteurs par an) et le musée de la Résistance et de la Déportation (environ 55 000 visiteurs par an).

## Transports
La Boucle est desservie par une grande partie du réseau urbain Ginko, qui la relie aux autres quartiers de Besançon et à son agglomération :
- Le tramway de Besançon et ses lignes  T1  T2
- Les lignes de bus régulières  L3  L4  L5  L6  9  10  11  12  21  23  24  26
- Les lignes périurbaines  81  82  83  84  85  86
- La ligne  Ginko Citadelle
- Les lignes  Ginko Diabolo  D1  D2

Outre les transports en commun, le quartier est aussi desservi par une station de taxi ainsi que par le réseau VéloCité. Le tramway de Besançon, reliant Planoise au secteur des Marnières, passe par la Boucle (via Chamars et la place de la Révolution) depuis 2014.

## Patrimoine et bâtiments administratifs
Pour un article plus général, voir Patrimoine de Besançon.

### Monuments remarquables
Avec onze lieux de culte, quinze bâtiments militaires, douze hôtels particuliers remarquables et environ huit autres bâtiments, la Boucle est incontestablement le quartier au patrimoine architectural le plus riche de la ville. Outre les bâtiments, certaines voiries comme le pont Battant ou la place de la Révolution contribuent elles aussi à la beauté du site. Une grande partie du quartier est classée en secteur sauvegardé, depuis 1994.

#### Patrimoine religieux
- Cathédrale Saint-Jean
- Synagogue de Besançon
- Église Saint-Pierre
- Chapelle Notre-Dame-du-Foyer
- Église Saint-Maurice
- Église Saint-François-Xavier
- Église Notre-Dame
- Temple du Saint-Esprit de Besançon
- Abbaye Saint-Paul
- Chapelle Saint-Étienne
- Notre-Dame des Buis (Chapelle des Buis)
- Notre-Dame de la Libération (Chapelle des Buis)
- Chapelle de la Visitation

#### Patrimoine militaire
- Citadelle de Besançon
- Porte Noire
- Porte Rivotte
- Porte taillée
- Corps de garde de Chamars
- Tour Notre-Dame
- Tour de Bregille
- Tour de Chamars
- Tour des Cordeliers
- Tour du Marais
- Tour de Rivotte
- Caserne Ruty
- Fort de trois Châtels
- Fort Tousey

#### Hôtels particuliers
- Hôtel de Montmartin
- Hôtel Mareschal
- Hôtel de ville
- Hôtel Alvizet
- Hôtel Petit de Marivat
- Hôtel Pourcheresse d'Etrabonne
- Hôtel Terrier-Santans
- Hôtel Isabey
- Hôtel Lavernette
- Hôtel des postes

#### Voiries
- Ponts de Besançon
- Pont Battant
- Place de la Révolution
- Place du 8-Septembre
- Grande rue
- Rue des Granges

#### Autres
- Conservatoire de Besançon
- Palais Granvelle
- Collège Victor-Hugo
- Arènes de Besançon
- Parlement de Besançon
- Casino de Besançon
- Hôpital Saint-Jacques
- Horloge astronomique

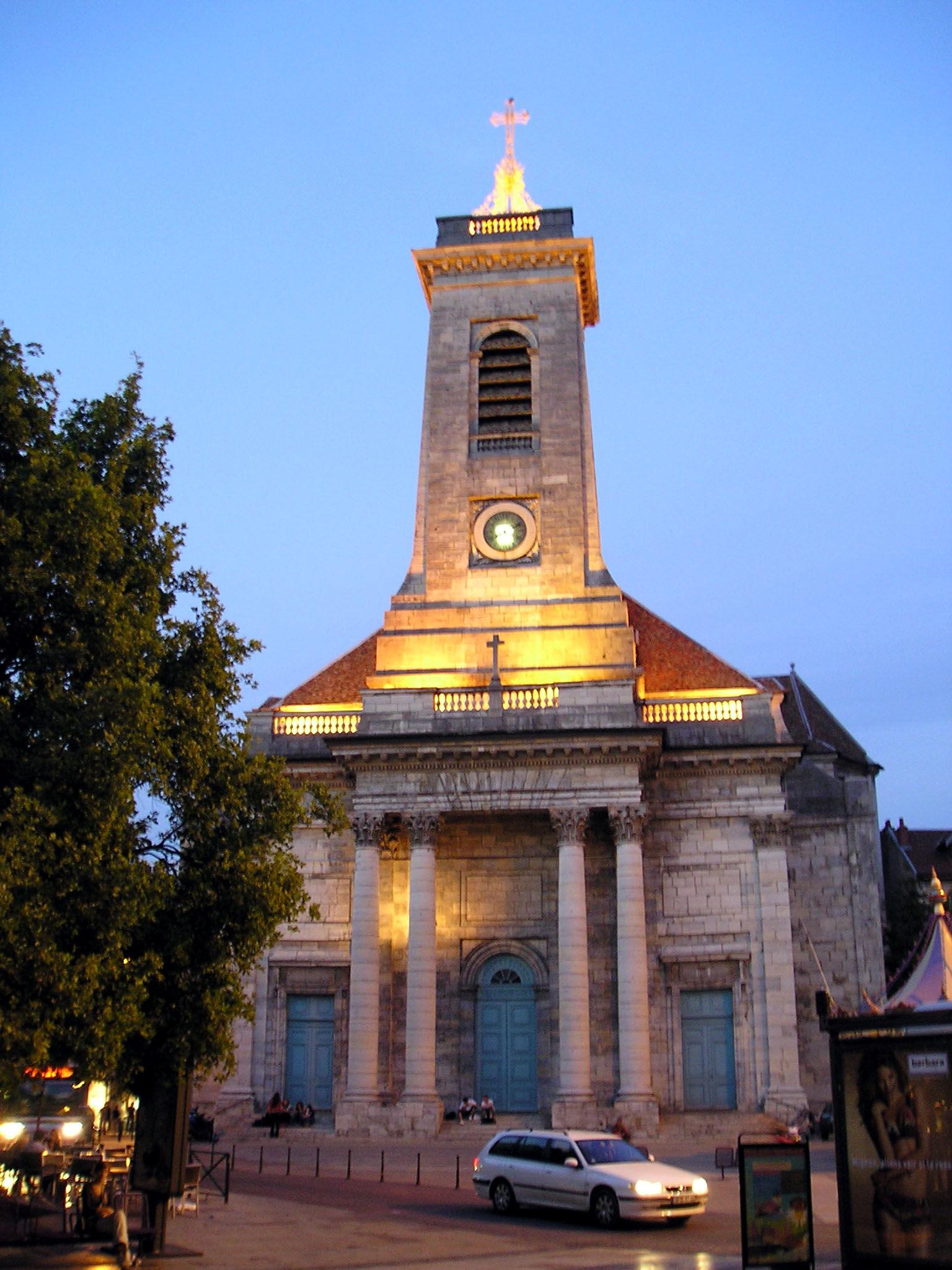
L'église Saint-Pierre
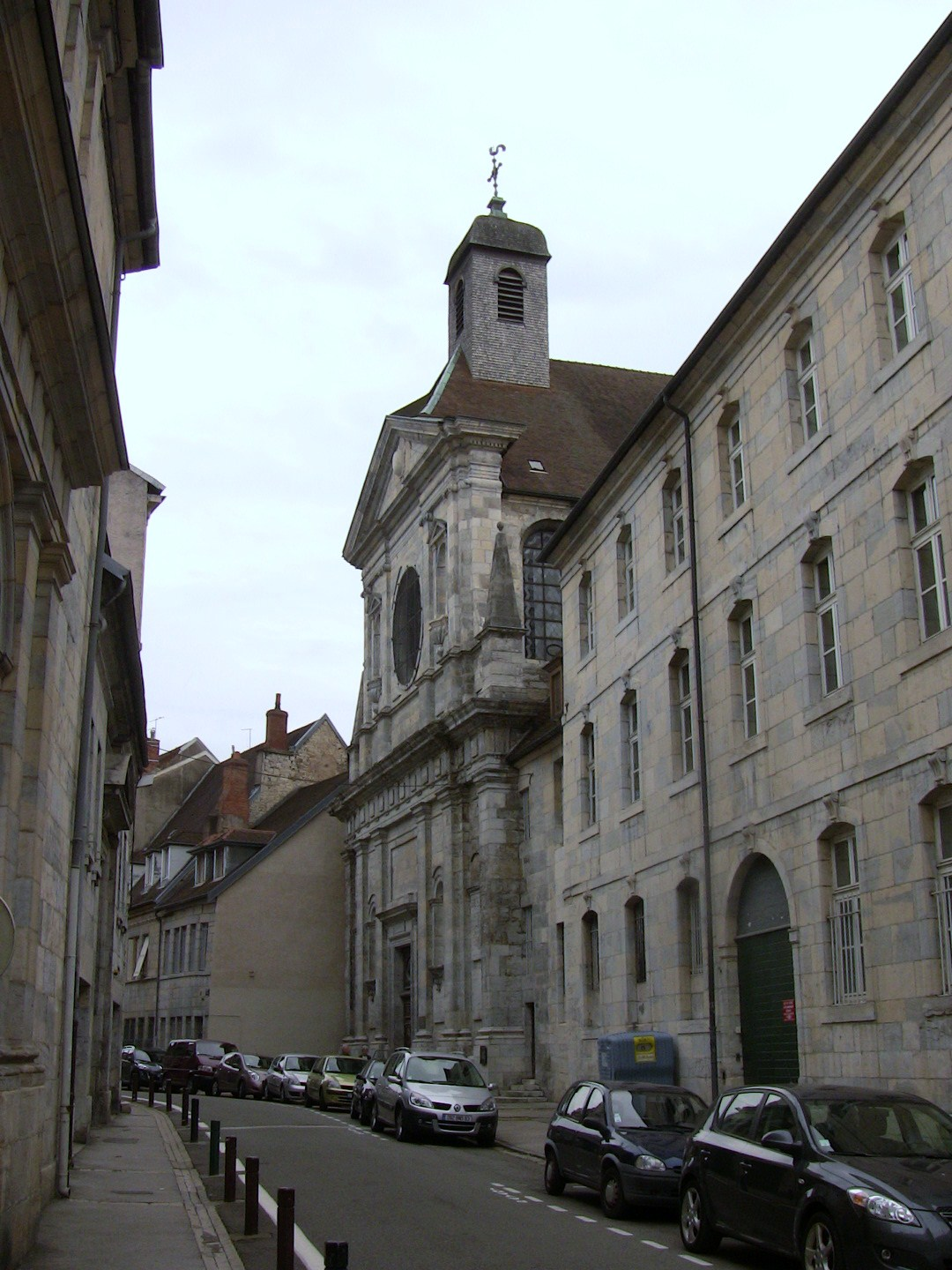
L'église Saint-François-Xavier
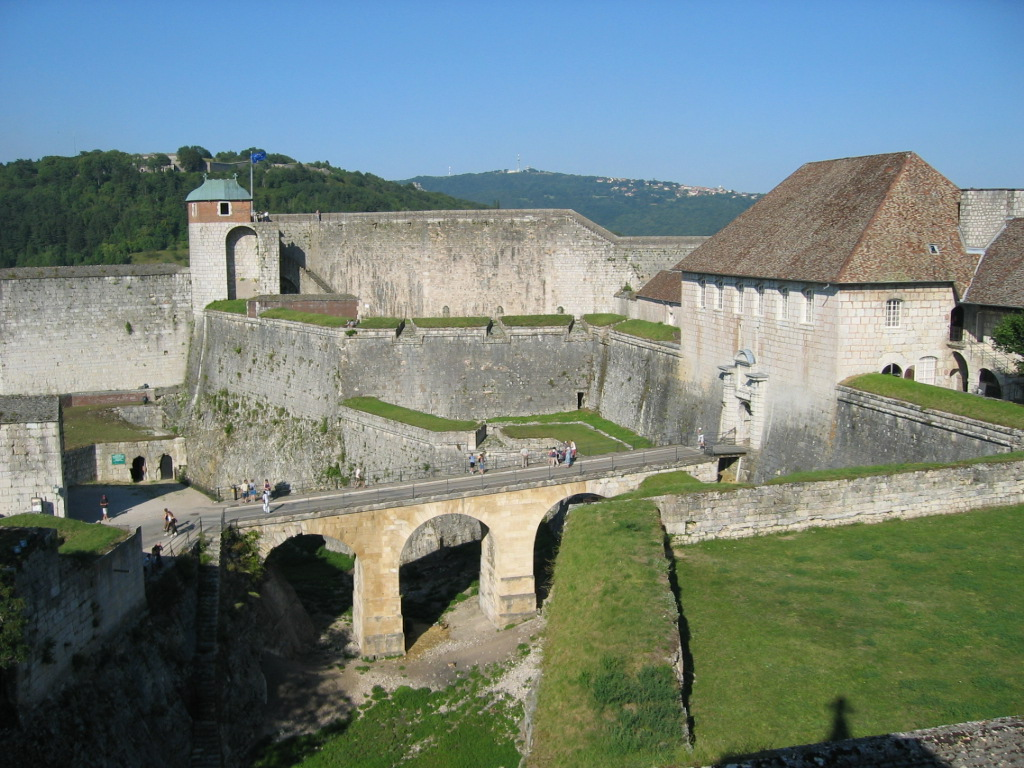
La citadelle de Besançon
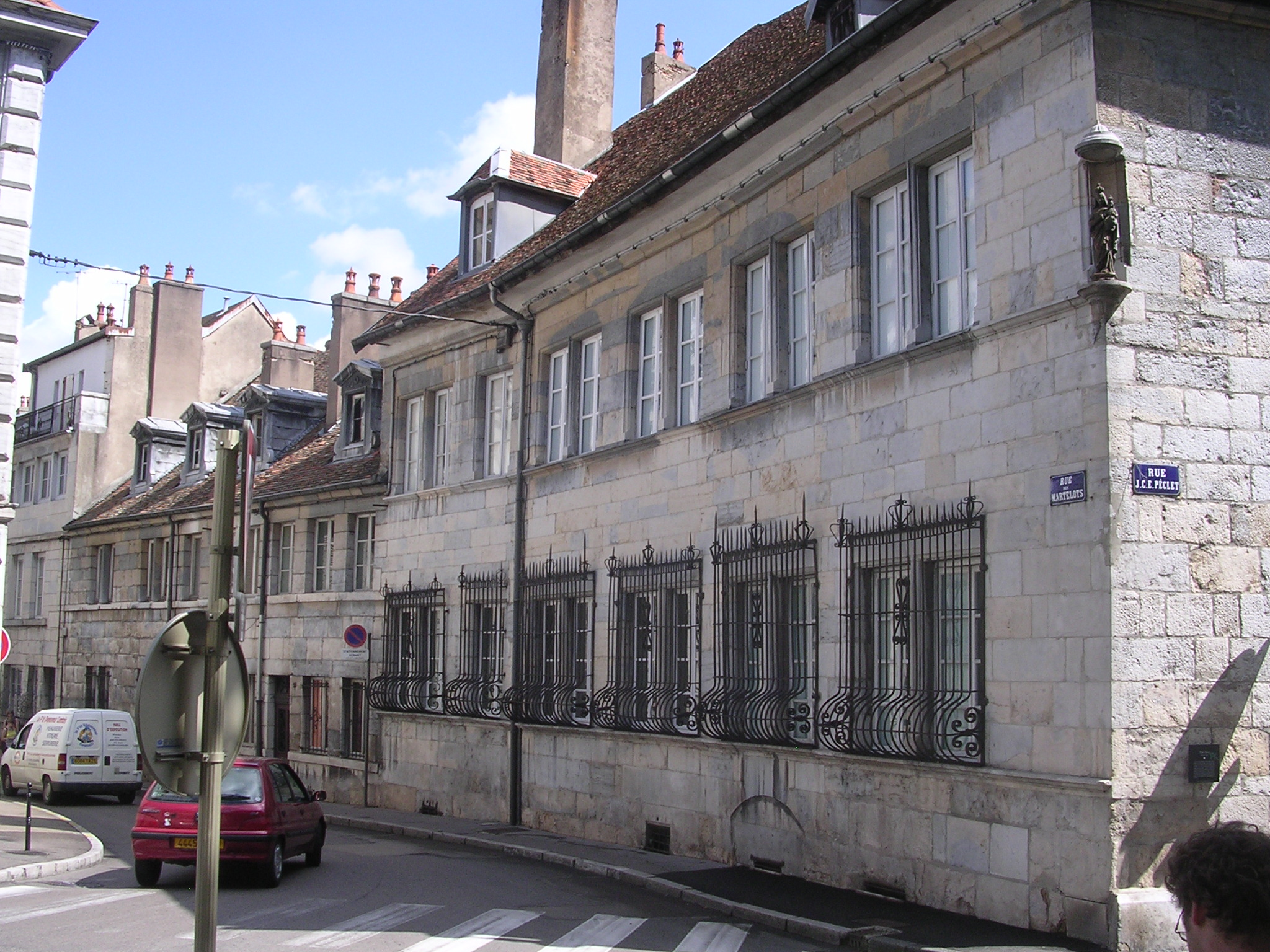
L'hôtel Alviset
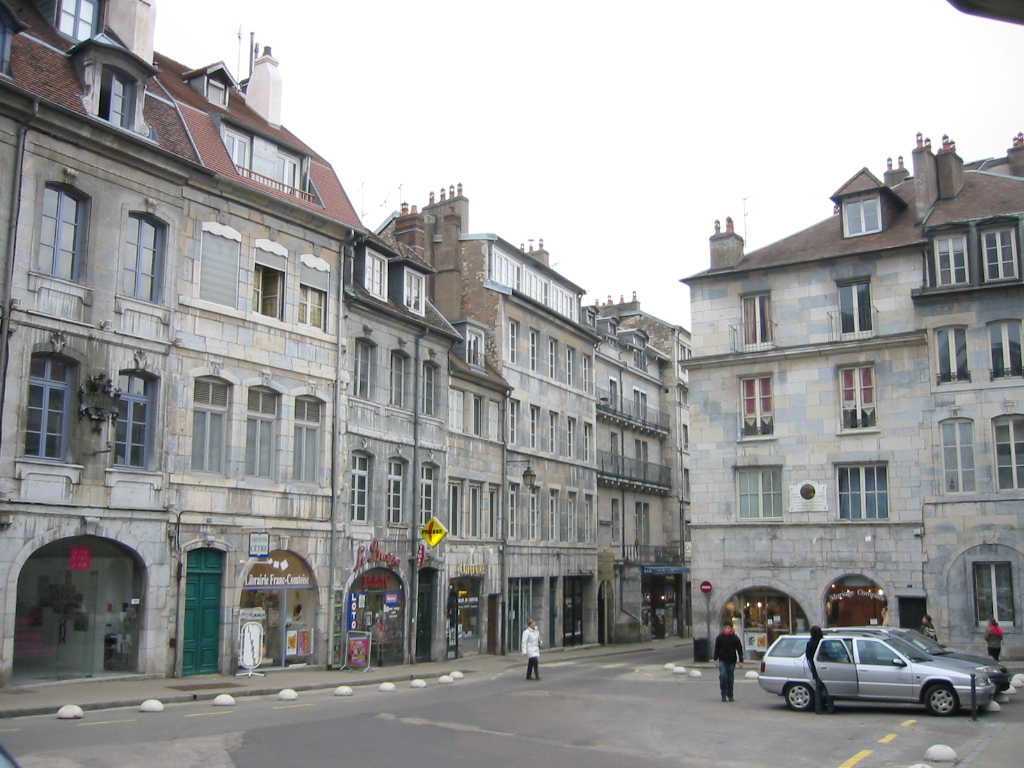
La place Victor-Hugo
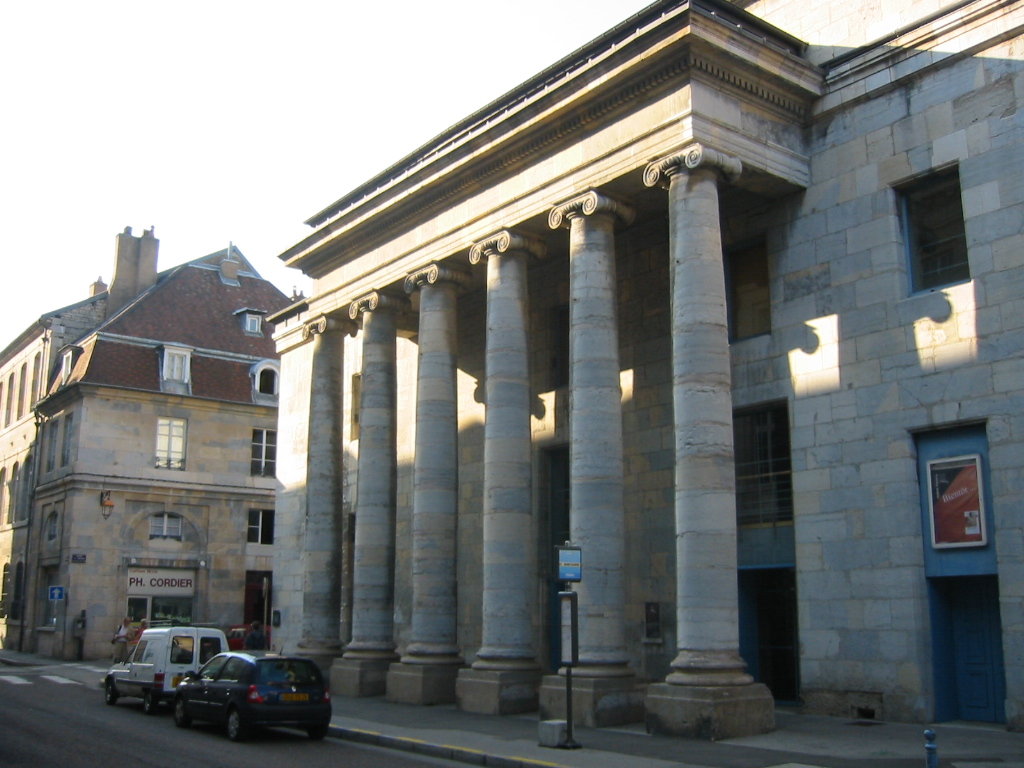
Le Théâtre de Besançon

### Patrimoine ornemental
La Boucle concentre également un très grand nombre de statues et fontaines. Aux bâtiments de la Grande rue, des dizaines de statues, notamment de la Vierge sont visibles, on dénombre également treize fontaines.
Statues :
- Statue du Minotaure (île Saint-Pierre)
- Statue de Jouffroy d'Abbans (avenue d'Helvétie)
- Statue de Victor Hugo (parc Granvelle)
- Statue de Victor Hugo (esplanade des droits de l'homme, mairie)
- Statue de Vauban (citadelle de Besançon)
- Mémorial Hilaire de Chardonnet (pont de la République)
- Buste de Becquet (promenade Micaud)
- Le Témoin (citadelle de Besançon)
- La Charité (Temple du Saint-Esprit de Besançon)
- Statue de Louis Duplain (rue du Chapitre)
- Vases de Boutry (Chamars)

Fontaines :
- Fontaine des eaux d'Arcier (Place de la Révolution)
- Fontaine de l'État-Major (Place Jean-Cornet)
- Fontaine des Carmes (Grande rue)
- Fontaine de la place du Huit septembre
- Fontaine de la place Pasteur
- Fontaine de Chamars
- Fontaine de la promenade Granvelle
- Fontaine Saint-Quentin (place Victor-Hugo)
- Fontaine Pasteur (rue du lycée)
- Le Delta du Doubs (ronds-points de Tarragnoz et de Rivotte)
- Statue-fontaine du square Saint-Amour
- Fontaine des Dames (rue de la Préfecture)
- Fontaine du Doubs (rue Ronchaux)

Autres :
- Carrousel de la place du Huit septembre
- Kiosque de la promenade Granvelle
- Kiosque du parc Micaud
- Trompe-l'œil des Frères Lumière
- Trompe-l'œil de Pasteur
- Trompe-l'œil de Victor Hugo
- Trompe-l'œil de Gustave Courbet

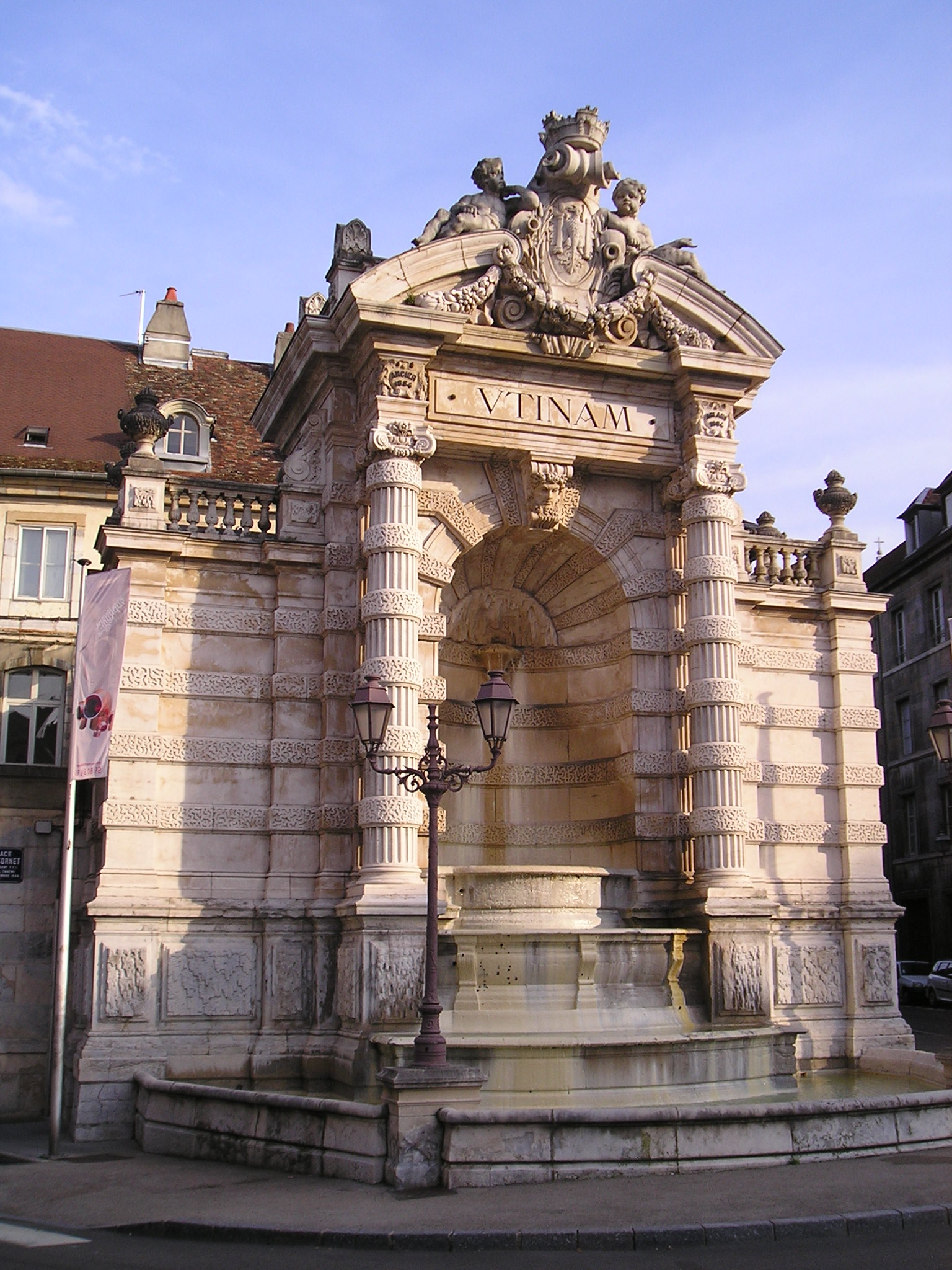
Fontaine de la place Cornet
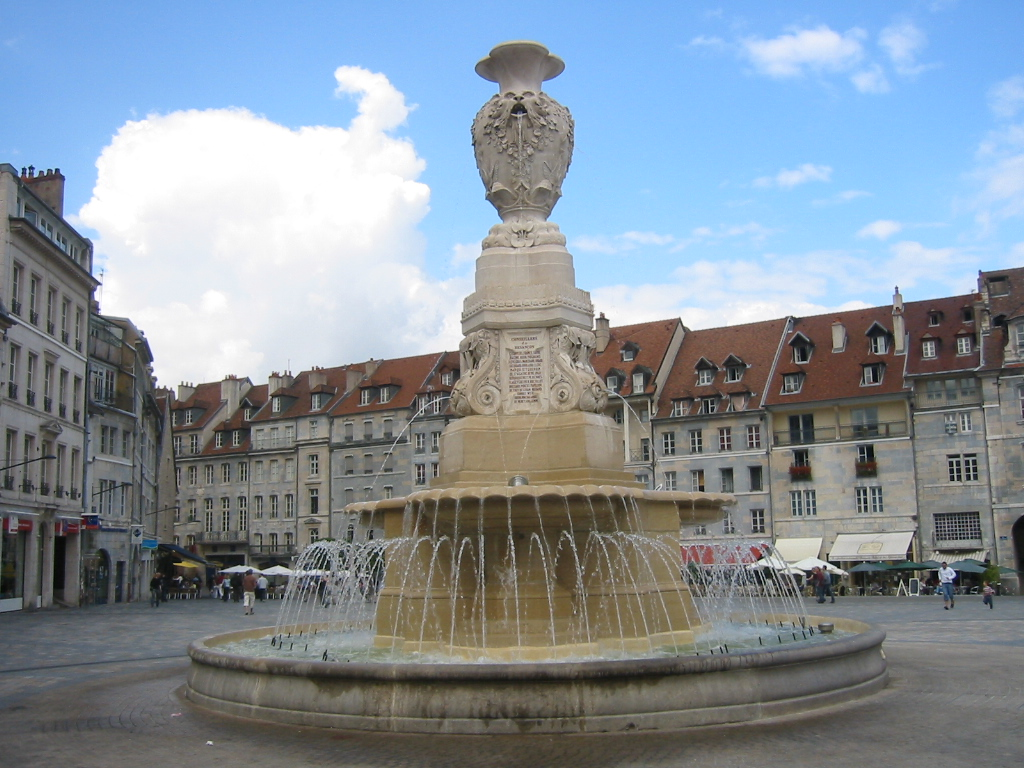
Fontaine de la place de la Révolution
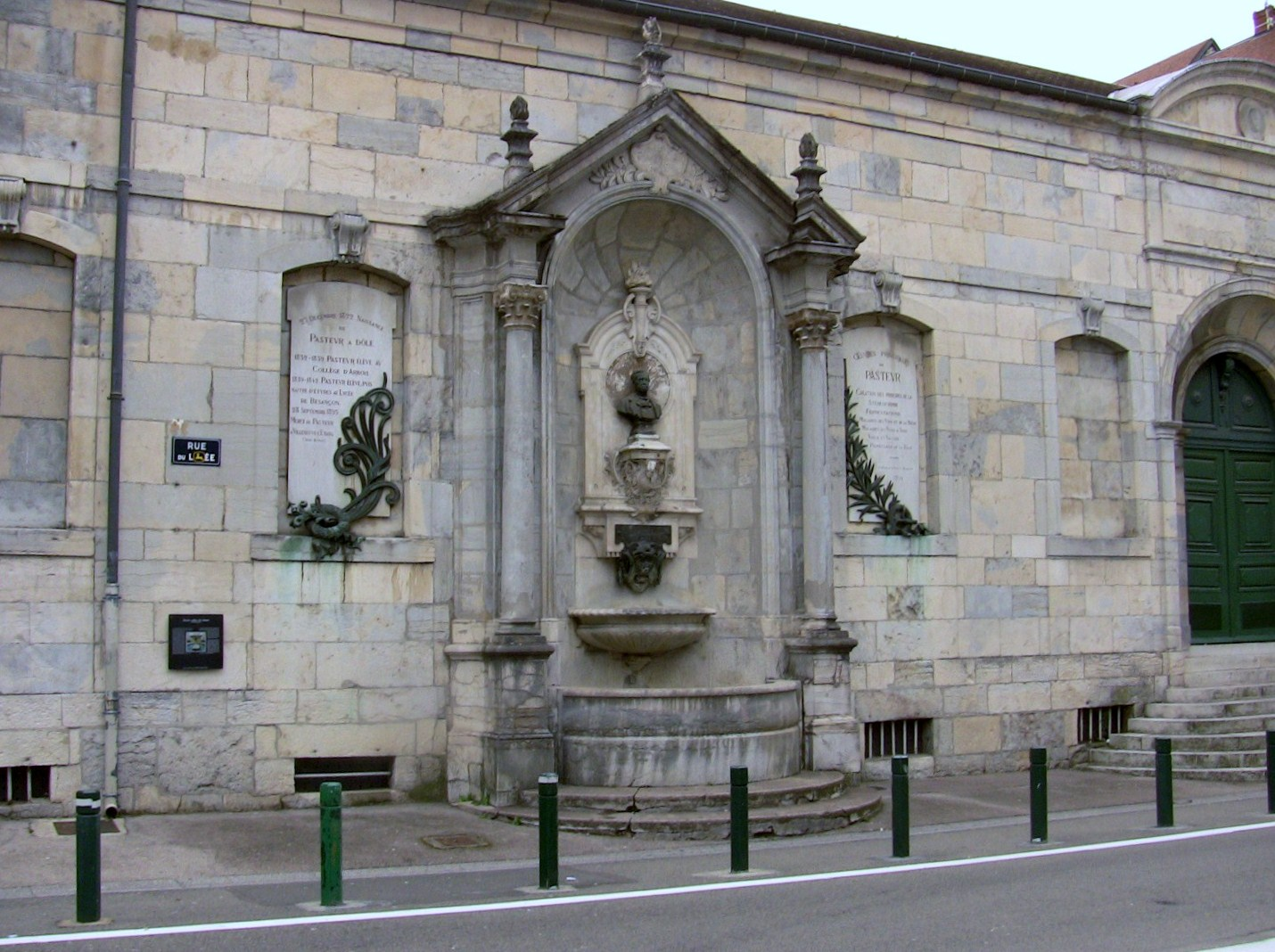
Fontaine Pasteur
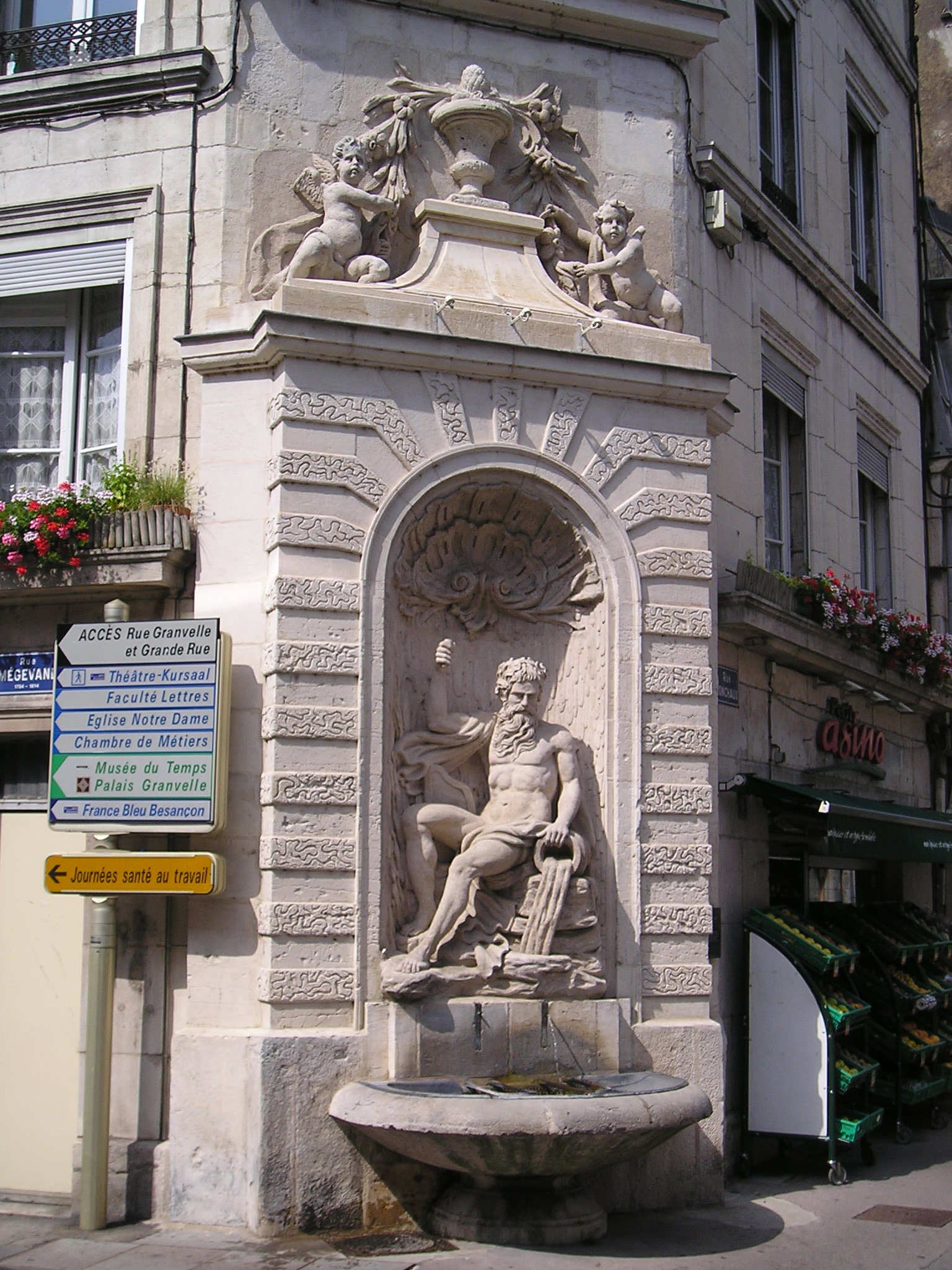
Fontaine du Doubs
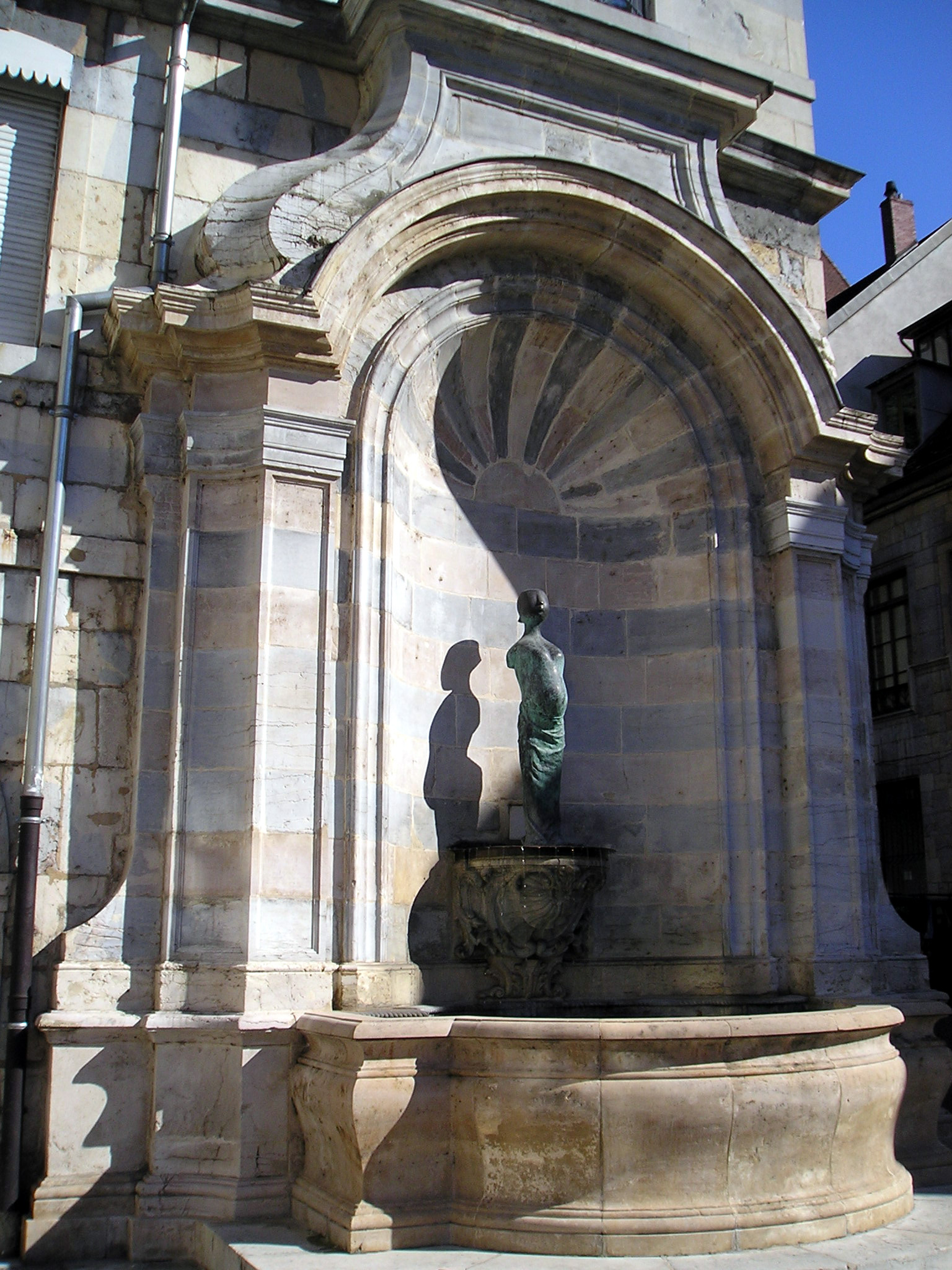
Fontaine Saint-Quentin

### Bâtiments administratifs
- Cour d'appel de Besançon
- Palais de justice de Besançon
- Ancien Parlement de Besançon
- Mairie
- Préfecture
- Conseil départemental du Doubs
- L'hôpital Saint-Jacques

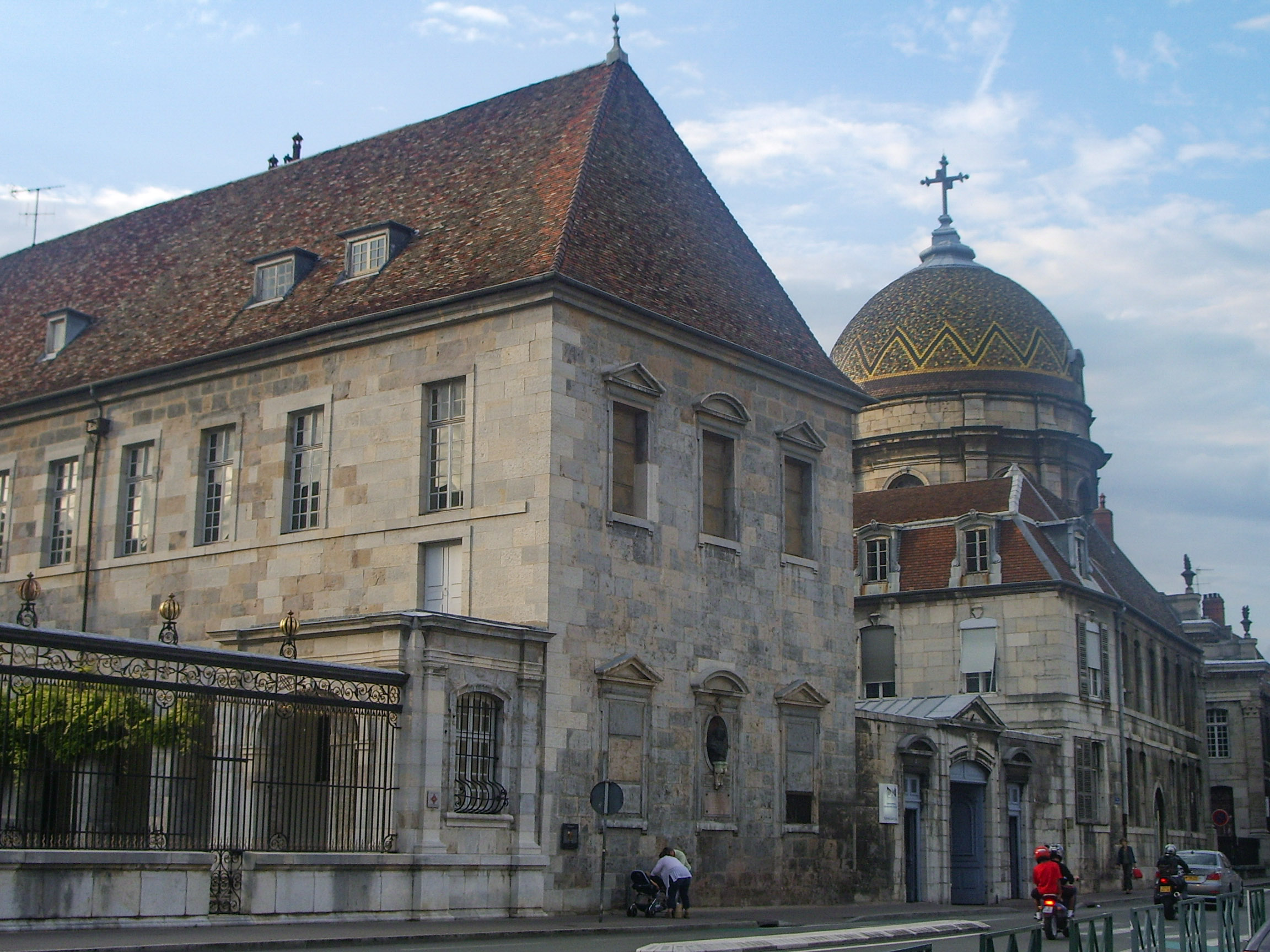
L'hôpital Saint-Jacques

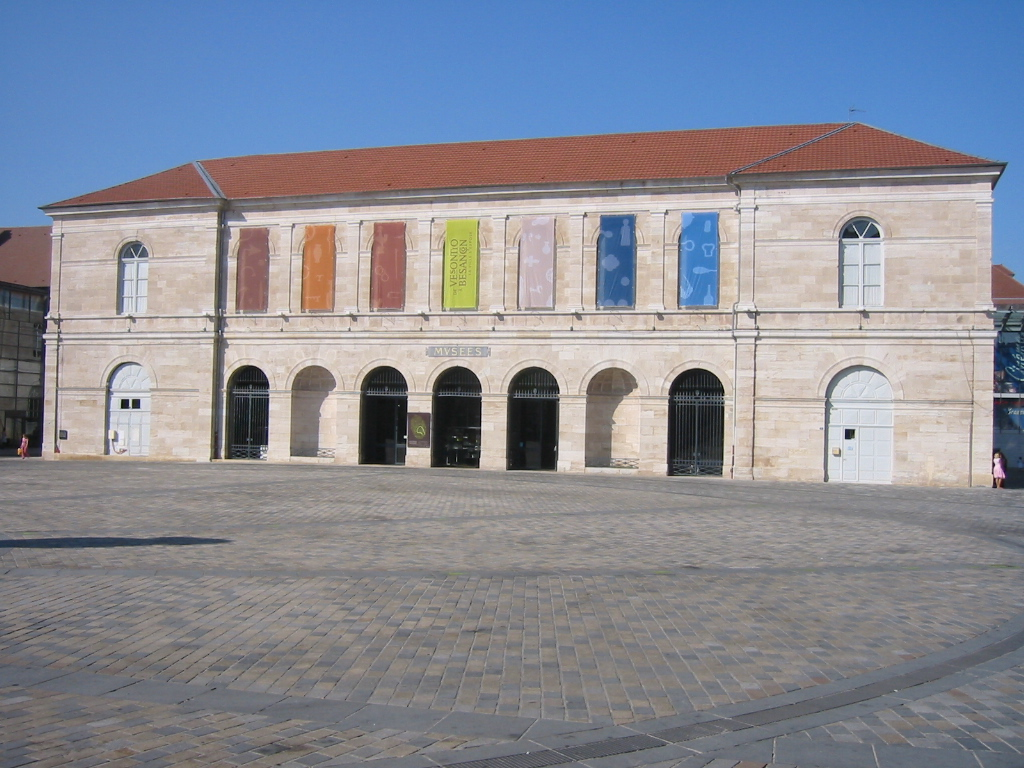
Musée des beaux-arts et d'archéologie

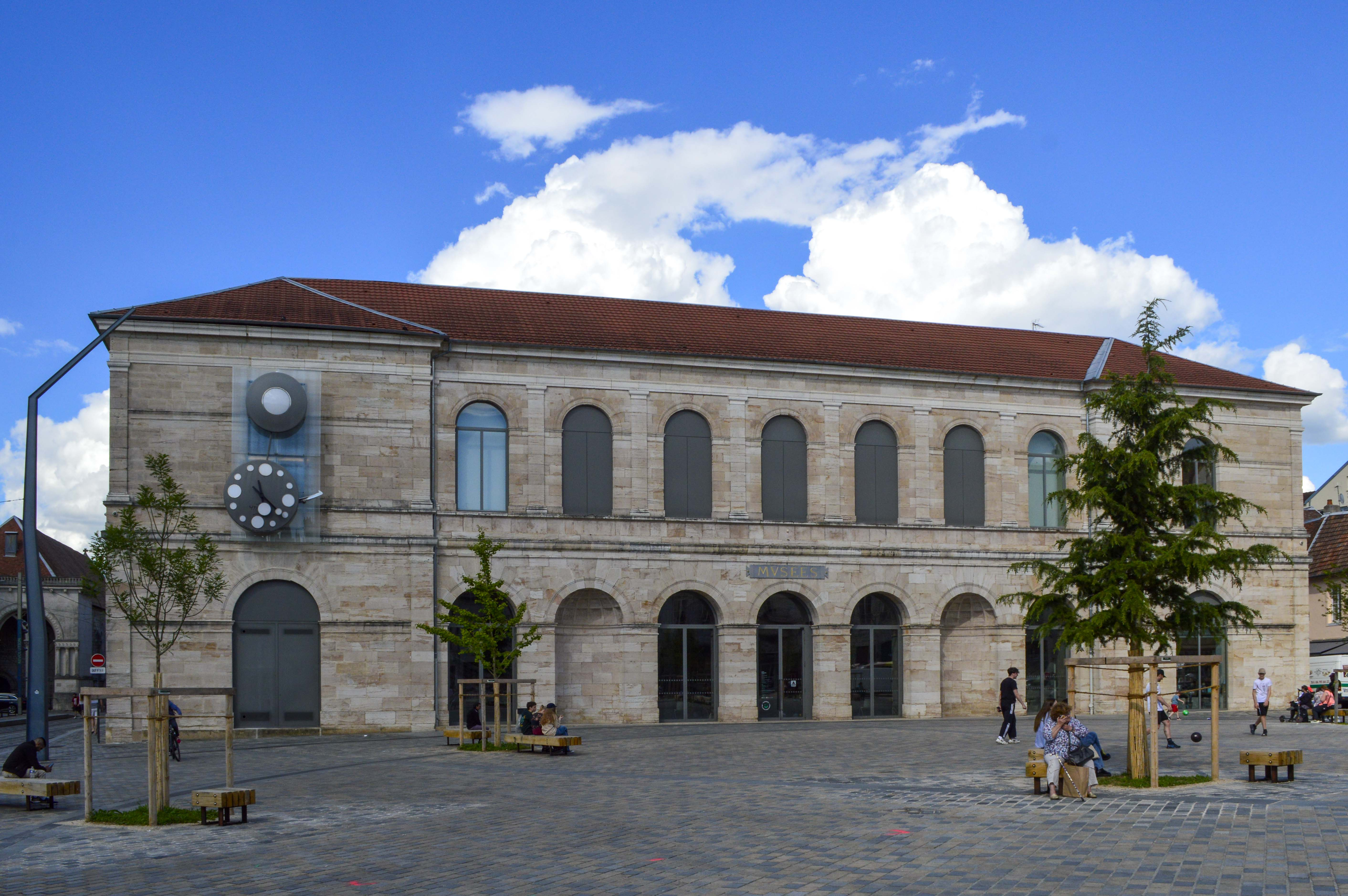
Cité des Arts

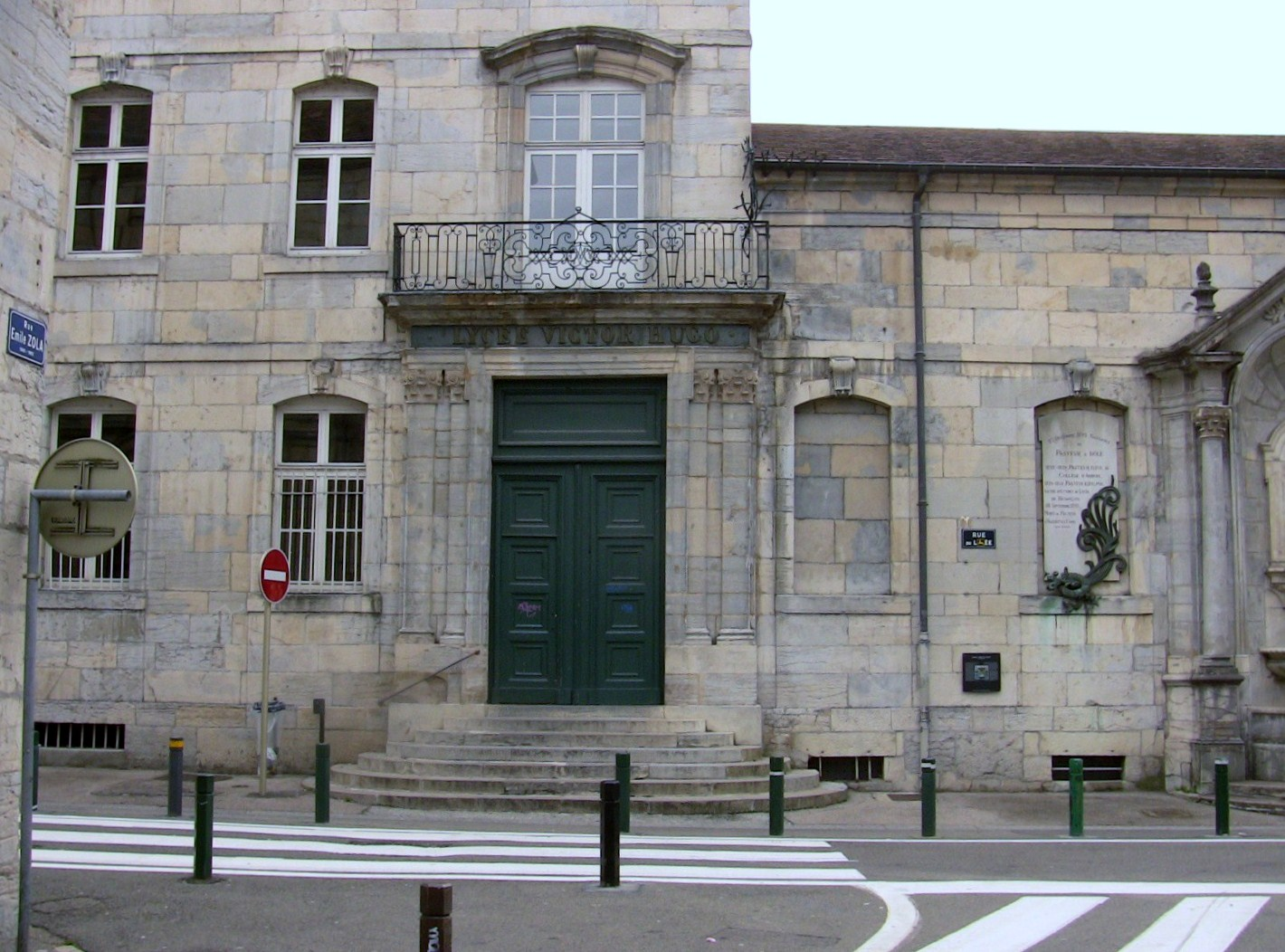
Le collège Victor-Hugo

- Présidence de l'université de Franche-Comté
- Conseil régional de Bourgogne-Franche-Comté
- Centre régional de documentation pédagogique
- Rectorat d'Académie

### Équipements culturels
- Musée des Beaux-Arts et d'Archéologie de Besançon
- Cité des Arts
- Théâtre Baccus
- Théâtre Ledoux
- Cinéma Mégarama Beaux-Arts
- Bibliothèque municipale
- Médiathèque Pierre-Bayle
- Centre d'information et d'orientation (CIO)

### Lieux d'enseignement
| Enseignement primaire - École maternelle publique Ronchaux - École maternelle publique Bersot - École maternelle publique Granvelle - École maternelle privée Saint-Joseph-Sainte-Ursule - École primaire publique Granvelle - École primaire privée Saint-Joseph-Sainte-Ursule - École primaire publique Rivotte |  | Enseignement secondaire - Collège Louis-et-Auguste-Lumière - Collège Victor-Hugo - Collège privé Sainte-Ursule - Lycée Louis-Pasteur - Lycée professionnel Cours hôtelier de Besançon - Lycée professionnel École de coiffure Cordier |  | Enseignement supérieur - UFR Sciences du langage, de l'homme et de la société (SLHS) |

## Vivre au centre-ville

### Événements
La grande majorité des événements festifs et culturels ont lieu dans le quartier de la Boucle, notamment les festivals Livres dans la Boucle, Jazz et musique improvisée en Franche-Comté, Lumières d'Afrique ou le traditionnel marché de Noël.

### Pratique sportive
Le quartier ne possède pas d'équipement sportif, à part le skatepark de Chamars.

### Médias
- BVV, Besançon Votre Ville
- L'Est républicain
- France Bleu Besançon
- France 3 Franche-Comté

## Environnement
De très nombreux parcs et promenades composent l'environnement naturel urbain du quartier. Parmi les plus connus, la promenade Chamars, le parc Micaud, le square Saint-Amour ainsi que le parc Granvelle. Le secteur dispose également d'arbres centenaires (des platanes) à Chamars, formant un véritable « petit bois » ou de nombreuses espèces d'oiseaux y logent, notamment des corbeaux, des pigeons ou des moineaux. Outre les espaces naturels, la ville met un point d'honneur à créer des « arbustes-sculptures » pour embellir le centre-ville.

## Personnalités liées au quartier

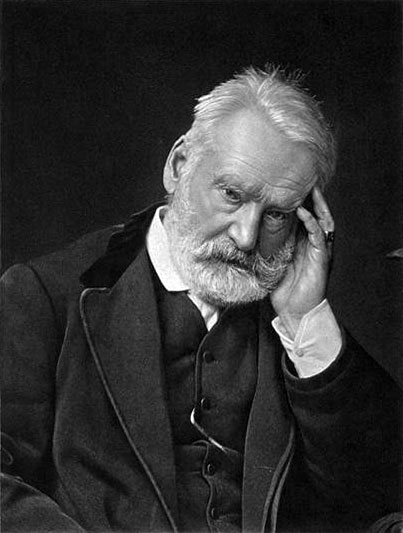
Victor Hugo, né à Besançon en 1802

La majorité des Bisontins célèbres sont nés dans ce quartier, pour un total de près de 200 personnages :
Écrivains et philosophesVictor Hugo, Pierre-Joseph Proudhon, Tristan Bernard, Charles Fourier, Charles Nodier, Gaston Coindre...
Inventeurs et scientifiquesAuguste et Louis Lumière, Eugène Péclet, Laurent Mégevand, Hilaire de Chardonnet...
Personnalités militaires et politiquesJean-Marie Brulard, Claude Jacques Lecourbe, Yves Jégo, Viviane Wade, Charles-Étienne-François Ruty...
ArtistesJean-François Di Giorgio, Luc Breton, Claude Goudimel, Pierre-Adrien Pâris, Armand-Emile Mathey-Doret, Jean Gigoux...
AutresClaude-Adrien Nonnotte, Gerland d'Agrigente, Jean Josselin, Jean de Gribaldy, Louis-Joseph Fernier...